# Aediinae
Sous-famille
Les Aediinae (parfois orthographiés Aedinae) sont une sous-famille de lépidoptères (papillons) de la famille des Noctuidae,, décrite par Herbert Beck en 1960.

## Liste des genres
- Aedia Hübner, 1823